# 普明王
普明王（ふみょうおう）は釈迦の前世の一人。仙術をかけられて人肉を食とした斑足王を教化した王。梵語のSutasomaの訳。音写は須陀須摩王。

## 伝説
ある日、普明王が城外の園林に遊びに行く際、城門にて一人の婆羅門の乞食に会ったが、帰城の後に布施することを約束して園林に行った。ところが当時鹿足王という王が邪教を信じて千人の王の首を山神に捧げるために九百九十九人の王を生け捕りにしてあと一人の王を捕えようとしていた。普明王はその日遂に鹿足王に捕らえられて牢獄に入れられた。普明王は婆羅門との布施の口約束を果たすことが出来ないのを怨み、このことを鹿足王に訴え、一日の釈放を許されて婆羅門に布施をするために居城に帰来した。普明王の死を惜しむ臣民は普明王に再び牢獄に帰らないよう哀願したが、王は聞かなかった。不妄語戒を破ることは何物にも換え難いことであるとして、普明王は再び鹿足王のもとに身をゆだねた。鹿足王はこの普明王の熱い殉教の態度と普明王の語る尊い法に心を動かされ、ついに邪教を捨てて仏法に帰依した。